# Tmarus mutabilis
Tmarus mutabilis là một loài nhện trong họ Thomisidae.
Loài này thuộc chi Tmarus. Tmarus mutabilis được Ilka Maria Fernandes Soares miêu tả năm 1944.